# 4-ヒドロキシフェニルピルビン酸オキシダーゼ
4-ヒドロキシフェニルピルビン酸オキシダーゼ（4-hydroxyphenylpyruvate oxidase）は、チロシン代謝酵素の一つで、次の化学反応を触媒する酸化還元酵素である。
4-ヒドロキシフェニルピルビン酸 + 1/2 O2 {\displaystyle \rightleftharpoons }  4-ヒドロキシフェニル酢酸 +  CO2
反応式の通り、この酵素の基質は4-ヒドロキシフェニルピルビン酸と酸素、生成物は4-ヒドロキシフェニル酢酸と二酸化炭素である。
組織名は4-hydroxyphenylpyruvate:oxygen oxidoreductase (decarboxylating)である。